# جورج مندلوک
جورج مندلوک (اوکراینی: Джордж Менделюк؛ زادهٔ ۲۰ مارس ۱۹۴۸) کارگردان، نویسنده، تهیه‌کننده اهل کانادا است. وی از سال ۱۹۷۲ میلادی تاکنون مشغول فعالیت بوده‌است.

## فیلمشناسی
- محصول تلخ - ۲۰۱۷